# Hyalobathra aequalis
Hyalobathra aequalis is een vlinder van de familie van de grasmotten (Crambidae). De wetenschappelijke naam van deze soort is voor het eerst voorgesteld als Botys aequalis door Julius Lederer in een publicatie uit 1863.
De soort komt voor in India, Sri Lanka, Myanmar en Australië (Queensland, Noordelijk Territorium). De spanwijdte bedraagt ongeveer 1,5 centimeter.